# 永野椎菜
永野椎菜（1965年11月11日—），日本音樂製作人、作詞家、作曲家。出身於熊本縣。目前隸屬於Little Station。

## 聲優活動
1992年至1994年間，以牧野良樹名義在81 Produce參與配音，在成立TWO-MIX之後終止。但在之後的《名偵探柯南》的第81話、第82話中因TWO-MIX而以永野椎菜自身的名義演出。

## 外部連結
- ShiinaTactix-Musicオフィシャルブログ （页面存档备份，存于），官方網誌。（日語）
- 永野椎菜的X（前Twitter）
- YouTube上的永野椎菜頻道
- 永野椎菜的Facebook專頁